# Гема Фризий
Гема Фризий Рение (на нидерландски: Jemme Reinerszoon; 8 декември 1508 г., Докьом Фризия – 25 май 1555 г., Льовен.) е холандски математик, лекар, картограф, философ, гравьор, майстор на астрономически инструменти и педагог.
Той създава един от най-старите глобуси през 1536 г., усъвършенства редица инструменти на своето време, използвани в приложната математика, геодезията и навигацията.

## Биография
Роден е на 8 декември 1508 г. Докьом, в бедно семейство. От млад куца. След смъртта на родителите си от 1525 г. се премества в Гронинген. Учи в католическия университет в Льовен, в чийто списък с дисциплини са астрономия и математика. През 1536 г. получава степента на доктор по медицина. Като се вземе предвид неговото ниво на неговите познания, той е оставен в медицинския факултет в Льовен, където работи до смъртта си.
Докато все още учи, той се занимава с производството на глобуси и математически инструменти. Подготвя за печат ново анотирано и допълнено издание на „Космографията“ от Петер Апиан, което привлича вниманието на неговите съвременниците. Качествата и точността постигана в неговите продукти, го правят широко известен на научния свят, и наред с други, бива високо оценен от Тихо Брахе.
През 1533 г. той за първи път описва метода за триангулация, който се използва в картографията и геодезията и до днес. През 1530 г. или 1533 г. той за първи път описва метода за определяне на географската дължина с помощта на точен часовник.
През 1544 г. с помощта на камера обскура Гема Фризий наблюдава слънчево затъмнение. Занимавайки се с астрономия и картография, той води научна кореспонденция с Николай Коперник. Той e един от първите поддръжници на хелиоцетричната система в света.